# Batalla de Otlukbeli
La batalla de Otlukbeli u Otluk Beli fue una batalla entre los Ak Koyunlu y el Imperio otomano que se libró el 11 de agosto de 1473. La decisiva batalla fue la cumbre de la rivalidad entre las dos grandes potencias de Anatolia por el control de ella. 

## Antecedentes
Después de la muerte de Timur en 1405, los Ak Koyunlu estaban interesados en expandir su territorio, pero fueron bloqueados por otra confederación tribal turca, la Kara Koyunlu, que después de la muerte de Timur, se expandieron hasta 1450 por Azerbaiyán, Armenia e Irak y que luego decidieron atacar a los Ak Koyunlu. Esa decisión fue desastrosa, porque en 1452 Uzun Hasan se convirtió en su gobernante y resultó ser un líder militar eficaz. Los derrotó completamente en 1467 en una batalla decisiva en el este de Anatolia, por lo que desaparecieron. Luego Uzun Hasan expandió sus dominios hacia el este hasta que su nuevo imperio alcanzó su apogeo. 
Sin embargo lo que quería desesperadamente era derrotar a los otomanos en el oeste, que, después de recuperarse de la derrota de Ankara contra Timur en 1402, acabaron con el Imperio Bizantino en 1453 al conquistar Constantinopla. Esto lo enfureció, porque los Ak Koyunlu habían tenido vínculos estrechos con los bizantinos durante mucho tiempo. Adicionalmente la reina consorte de Uzun Hasan era una princesa del "imperio" sucesor bizantino de Trebisonda, en la costa sur del Mar Negro, que los otomanos conquistaron en 1461. Aparte de la afrenta personal, era inevitable que el sultanato otomano, en rápida expansión, eventualmente llegara y tratara de conquistar Diyarbakir, todavía el centro político del imperio Ak Koyunlu. 
Por ello Uzun Hasan decidió prepararse para eso. Se alió con los venecianos, que le prometieron armas de fuego y los karamanidas, pero Mehmed II se enteró de sus intenciones y marchó con su ejército al este. Después de derrotar a los karamánidas en 1471 él se enfrentó a Uzun Hasan, que no recibió de los venecianos las armas de fuego prometidas. 

## La batalla
Aun así, Uzun Hasan intentó sacar lo mejor de una mala situación, primero acosando a la columna otomana que marchaba el 4 de agosto cuando intentaba cruzar el Éufrates y luego tomando el terreno elevado alrededor del campamento otomano y tratando de matarlos de hambre. Sin embargo los otomanos tenían armamento mucho más avanzado y usaban algunas de las tácticas militares más sofisticadas de la época. Una vez que se recuperaron se enfrentaron a los Ak Koyunlu. De esa manera los dos ejércitos se encontraron en Otlukbeli, cerca de la ciudad de Erzincan en el noreste de Anatolia, el 11 de agosto de 1473.
La batalla terminó con la derrota completa de los turcomanos, porque las tropas otomanas estaban dotadas entonces con cañones y armas de fuego mientras que los turcomanos estaban, por lo ocurrido, solo dotados con armas tradicionales como el arco y la flecha.

## Consecuencias
La gran victoria otomana puso fin a las ambiciones occidentales de Uzun Hasan de controlar Anatolia y las esperanzas de Europa para encontrar un aliado eficaz que tomara la retaguardia turca.
También significó el fin de Ak Koyunlu a largo plazo que fue sustituido por los safavidas mientras que los otomanos, traumatizados por su derrota ante Timor en 1402, pudieron dejar atrás ese episodio con esta victoria, ya que el líder vencido Uzun Hasan también se miraba como su sucesor, lo que sentó las bases para que también pudiesen no solo conquistar Anatolia en el futuro sino también otros lugares en el este, sur y norte de esa región.  